# Taça dos Clubes Campeões Europeus de 1957–58
A Taça dos Campeões Europeus de futebol de 1957-58 foi a terceira edição do principal torneio de clubes da Europa. Foi vencida pelo Real Madrid que derrotou o AC Milan pelo placar de 3 a 2 na prorrogação após empate em 2 a 2 no tempo normal do jogo final sagrando-se campeões europeus pela terceira vez seguida. No entanto essa temporada foi marcada pelo desastre aéreo de Munique no qual 8 jogadores do Manchester United morreram quando faziam a viagem de volta para casa após eliminarem o Estrela Vermelha da Jugoslávia, o clube inglês foi novamente eliminado da competição pelo AC Milan da Itália.
Foi a primeira vez que participaram os campeões da Irlanda, Irlanda do Norte e Alemanha Oriental, enquanto a Turquia não enviou representantes. O Sevilla FC vice-campeão Espanhol foi convidado a participar da competição em virtude do atual Campeão Europeu Real Madrid também ter conquistado o Campeonato Espanhol. As duas equipes Espanholas se enfrentaram nas Quartas de Final, fato inédito até então.

## Primeira fase
| Equipa #1        | Result. | Equipa #2                 | 1ª Mão | 2ª Mão | Playoff   | Ref |
| ---------------- | ------- | ------------------------- | ------ | ------ | --------- | --- |
| Sevilla FC       | 3 - 1   | SL Benfica                | 3 - 1  | 0 - 0  | x         |     |
| AGF Aarhus       | 3 - 0   | Glenavon                  | 0 - 0  | 3 - 0  | x         |     |
| PFC CSKA Sofia   | 3 - 7   | Vasas SC                  | 2 - 1  | 1 - 6  | x         |     |
| Gwardia Warszawa | 4 - 4¹  | SC Wismut Karl-Marx-Stadt | 3 - 1  | 1 - 3  | 1 - 1 (c) |     |
| Shamrock Rovers  | 2 - 9²  | Manchester United FC      | 0 - 6  | 2 - 3  | x         |     |
| Stade Dudelange  | 1 - 14  | Estrela Vermelha          | 0 - 5  | 1 - 9  | x         |     |
| Rangers FC       | 4 - 3   | AS Saint-Étienne          | 3 - 1  | 1 - 2  | x         |     |
| AC Milan         | 6 - 6   | SK Rapid Viena            | 4 - 1  | 2 - 5  | 4 - 2     |     |

¹ Wismut Karl Marx Stadt classificou-se devido a um lance de moedas, depois do play-off contra Gwardia Warszawa ter terminado após o minuto 100 devido à falha de energia
2 O estádio não tinha holofotes e as equipes concordaram em trocar de campo no intervalo sem interrupção. Conseqüentemente, os irlandeses ficaram cansados e a liderança de 1-0 do Manchester United acabou se tornando 6-0.

## Segunda fase
| Equipe 1                  | Total | Equipe 2         | Ida   | Volta | Playoff | Ref |
| ------------------------- | ----- | ---------------- | ----- | ----- | ------- | --- |
| Royal Antwerp             | 1 - 8 | Real Madrid      | 1 - 2 | 0 - 6 | x       |     |
| IFK Norrköping            | 3 - 4 | Estrela Vermelha | 2 - 2 | 1 - 2 | x       |     |
| SC Wismut Karl-Marx-Stadt | 1 - 4 | Ajax Amsterdam   | 1 - 3 | 0 - 1 | x       |     |
| BSC Young Boys            | 2 - 3 | Vasas SC         | 1 - 1 | 1 - 2 | x       |     |
| Manchester United FC      | 3 - 1 | Dukla Praga      | 3 - 0 | 0 - 1 | x       |     |
| Sevilla FC                | 4 - 2 | AGF Aarhus       | 4 - 0 | 0 - 2 | x       |     |
| Borussia Dortmund         | 5 - 5 | Steaua Bucareste | 3 - 1 | 2 - 4 | 3 - 1   |     |
| Rangers FC                | 1 - 6 | AC Milan         | 1 - 4 | 0 - 2 | x       |     |

## Quartas-de-final
| Equipe 1          | Total  | Equipe 2         | Ida   | Volta | Ref |
| ----------------- | ------ | ---------------- | ----- | ----- | --- |
| Real Madrid       | 10 - 2 | Sevilla          | 8 - 0 | 2 - 2 |     |
| Manchester United | 5 - 4  | Estrela Vermelha | 2 - 1 | 3 - 3 |     |
| Ajax              | 2 - 6  | Vasas SC         | 2 - 2 | 0 - 4 |     |
| Borussia Dortmund | 2 - 5  | Milan            | 1 - 1 | 1 - 4 |     |

### Jogos de ida
| 14 de Janeiro de 1958 | Manchester United         | 2 – 1  | Estrela Vermelha | Old Trafford, Manchester                 |
|                       | Charlton 65' · Colman 81' | Report | Tasić 35'        | Público: 60,000 Árbitro: Marcel Lequesne |

| 23 de Janeiro de 1958 | Real Madrid                                                                   | 8 – 0  | Sevilla | Santiago Bernabéu, Madrid                  |
|                       | Di Stéfano 10', 54' (pen.), 85', 88' · Kopa 37', 73' · Marsal 48' · Gento 81' | Report |         | Público: 76,796 Árbitro: Lucien Van Nuffel |

| 5 de Fevereiro de 1958 | Ajax               | 2 – 2  | Vasas             | Estádio Olímpico, Amesterdã                |
|                        | Ouderland 31', 42' | Report | Bundzsák 73', 82' | Público: 35,000 Árbitro: Günther Ternieden |

| 12 de Fevereiro de 1958 | Borussia Dortmund      | 1 – 1  | Milan     | Rote Erde, Dortmund                          |
|                         | Bergamaschi 90' (o.g.) | Report | Galli 45' | Público: 28,000 Árbitro: Arthur Edward Ellis |

### Jogos de volta
| 5 de Fevereiro de 1958 | Estrela Vermelha                                   | 3 – 3  | Manchester United              | Estádio Estrela Vermelha, Belgrado   |
|                        | [Bora Kostić\|Kostić]] 46', 58' · Tasić 50' (pen.) | Report | Viollet 2' · Charlton 30', 31' | Público: 52,000 Árbitro: Karl Kainer |

Manchester United ganhou 5-4 no agregado
| 23 de Fevereiro de 1958 | Sevilla               | 2 – 2  | Real Madrid     | Estadio Nervión, Sevilha                |
|                         | Payá 22' · Pahuet 29' | Report | Pereda 48', 62' | Público: 25,000 Árbitro: Albert Alsteen |

O Real Madrid ganhou 10-2 no total.
| 26 de Fevereiro de 1958 | Vasas                                        | 4 – 0  | Ajax | Estádio Puskás Ferenc, Budapeste           |
|                         | Bundzsák 7' · Szilágyi 9', 39' · Csordás 29' | Report |      | Público: 70,000 Árbitro: Borče Nedelkovski |

Vasas ganhou 6-2 no total.
| 26 de Março de 1958 | Milan                                                   | 4 – 1  | Borussia Dortmund | San Siro, Milão                              |
|                     | Cucchiaroni 11' · Liedholm 21' · Galli 63' · Grillo 86' | Report | Preißler 37'      | Público: 25,000 Árbitro: Arthur Edward Ellis |

O Milan ganhou 5-2 no total.

## Semifinais
| Equipe 1          | Total | Equipe 2 | Ida   | Volta | Ref |
| ----------------- | ----- | -------- | ----- | ----- | --- |
| Real Madrid       | 4 - 2 | Vasas SC | 4 - 0 | 0 - 2 |     |
| Manchester United | 2 - 5 | Milan    | 2 - 1 | 0 - 4 |     |

### Jogo de ida
| 2 de Abril de 1958 | Real Madrid                                 | 4 – 0  | Vasas | Santiago Bernabéu, Madrid                |
|                    | Di Stéfano 9', 42', 50' (pen.) · Marsal 46' | Report |       | Público: 120,000 Árbitro: Maurice Guigue |

| 8 de Maio de 1958 | Manchester United                  | 2 – 1  | Milan          | Old Trafford, Manchester           |
|                   | Viollet 39' · E. Taylor 80' (pen.) | Report | Schiaffino 24' | Público: 44,480 Árbitro: Leo Helge |

### Jogos de volta
| 16 de Abril de 1958 | Vasas                             | 2 – 0  | Real Madrid | Népstadion, Budapeste                     |
|                     | Bundzsák 25' · Csordás 53' (pen.) | Report |             | Público: 100,000 Árbitro: Pierre Schwinte |

O Real Madrid ganhou 4-2 no total.
| 14 de Maio de 1958 | Milan                                                 | 4 – 0  | Manchester United | San Siro, Milão                       |
|                    | Schiaffino 2', 76' · Liedholm 51' (pen.) · Danova 67' | Report |                   | Público: 60,000 Árbitro: Albert Dusch |

O Milan ganhou 5-2 no total.

## Final
| 28 de maio de 1958 | Real Madrid                                                     | 3 - 2 | Milan                                    | Estádio de Heysel, Bruxelas                 |
|                    | Alfredo Di Stéfano 74' · Héctor Rial 79' · Francisco Gento 107' |       | Juan Alberto Schiaffino 69' · Grillo 78' | Público: 67 000 Árbitro: BEL Albert Alsteen |

## Premiação
| Taça dos Clubes Campeões Europeus de 1957–58 |
| Espanha                                      |
| -------------------------------------------- |
| Real Madrid (3º título)                      |

## Artilharia
| Pos. | Jogador                 | Equipe            | Gols |
| ---- | ----------------------- | ----------------- | ---- |
| 1    | Alfredo Di Stéfano      | Real Madrid       | 10   |
| 2    | Bora Kostić             | Estrela Vermelha  | 9    |
| 3    | Lajos Csordás           | Vasas             | 8    |
| 4    | Dezső Bundzsák          | Vasas             | 6    |
| 4    | Ernesto Grillo          | Milan             | 6    |
| 6    | Gastone Bean            | Milan             | 5    |
| 6    | Juan Alberto Schiaffino | Milan             | 5    |
| 8    | Jovan Cokić             | Estrela Vermelha  | 4    |
| 8    | Héctor Rial             | Real Madrid       | 4    |
| 8    | Dennis Viollet          | Manchester United | 4    |